# 伊爾瑪·格雷澤
伊爾姆加德·伊爾思·艾達·格雷澤（德語：Irmgard Ilse Ida Grese；1923年10月7日—1945年12月13日），德國納粹黨黨衛隊警衛，並擔任貝爾根-貝爾森集中營婦女部門的監獄長。
伊爾瑪·格雷澤在奧斯威辛集中營和貝爾根-貝爾森集中營中虐待和謀殺囚犯，並在貝爾森審判（Belsen trial）中被判處死刑。格雷斯於22歲時被處死，是20世紀英國法律中最年輕女性死刑犯。奧斯威辛集中營的囚犯暱稱她為“奧斯威辛的鬣狗”（die Hyäne von Auschwitz）。